# Lawana modesta
Lawana modesta är en insektsart som beskrevs av William Lucas Distant 1910. Lawana modesta ingår i släktet Lawana och familjen Flatidae. Inga underarter finns listade i Catalogue of Life.